# Tetanospasmin
Tetanospasmin eller Tetanustoxin är ett AB-toxin som utsöndras av den grampositiva bakterien Clostridium tetani. Tetanustoxinet produceras endast i anaeroba miljöer och giftet kan framkalla väldiga kramper. Clostridium tetani är nära besläktat med bakterien Clostridium botulini som producerar botulinumtoxin, världens giftigaste naturliga toxin, båda gifterna har en A-del som via endocytos ser till att toxinet kan transporteras in i cellen. Det enda som skiljer de åt är B-delen, vilket gör att de drabbar olika neuron i det mänskliga nervsystemet. Botulinumtoxin orsakar förlamning medan tetanustoxin orsakar spasmer. 
Clostridium tetanis gift verkar inte tillbringa bakterien en evolutionär fördel utan uppkommer antagligen bara av ett misstag. C. tetani är mest sannolikt endast en exotoxisk bakterie på grund av frånvaro av lipopolysackarid i cellväggen.   
Symptom av tetanustoxinförgiftning behöver inte uppstå tills flera dagar efter C. tetani bakterien har tagit sig in i kroppen eftersom C. tetani behöver en anaerob miljö för att kunna överleva. C. tetani kan dock klara sig i människokroppen om den är omsluten i en spor men i det skeendet kan den inte utsöndra sitt toxin tills den hamnar i en komfortabel anaerob miljö och inte befinner sig i en spor. Tetanustoxinets exakta evolutionära ursprung och dess roll i naturen är ämne för spekulation. Vissa teorier föreslår att toxinet kan ha spelat en roll i tidigare livsformers interaktioner med deras miljö eller i symbiotiska förhållanden med vissa djurarter.

## Toxikologi
Tetanustoxinet består av två sammansatta molekyler (A och B) , B-delen binder till gangliosiderna GD2 och GD1b. B-delen bildar då membrankanaler som tillåter den toxiska A-delen att transporteras in i cellen. Inne i den drabbade nervcellen attackerar A-delen SNARE-komplexet genom att skära proteinet synaptobrevin. SNARE-komplexet är ett protein som genom endocytos står för inhibering och initiering av muskelkontraktion. I detta fall leder attacken av SNARE-komplexet till ett tillstånd vid namn tetanus som medför extrema muskelspasmer och i många fall döden.

## Förekomst
Tetanustoxinet kan förekomma i jord, exkrementer, smutsigt heroin, damm eller till och med vår egen mag-tarmkanal. Tetanustoxinet finns i speciell hög mängd i gödslad jord. På grund av den omfattande stelkrampsvaccineringen är risken att bli smittad av tetanustoxinet väldigt liten. Men på grund av utbredd fattigdom och frånvaro av stelkrampsvaccinering förekommer fortfarande tetanusförgiftning i den fattigare delen av världen.

## Symptom
Sjukdomen tetanusspasmi leder till kraftigt smärtsamma muskelkramper främst centrerade kring nack- och massetermusklerna men även runt bålmusklerna. Kramperna inom massetermuskeln leder till symptomet trismus vilket innebär svårigheter att öppna munnen. Spasmerna kan även leda till ett symptom vid namn risus sardonicus där patientens käke är låst i en leende position. 

## Behandling
Vid upptäckt av tetanusförgiftning behandlas patienten med antibiotika (ej penicillin) för att eliminera förekomsten C. tetanibakterien. Dock finns det inget sätt att reparera skadan som har gjorts om tetanustoxinet har kommit in en nervcell. Kramperna försöks därför kontrolleras med bedövande och andra preparat.